# Aurora (Nebraska)
Aurora è un comune (city) degli Stati Uniti d'America ed è capoluogo della contea di Hamilton nello Stato del Nebraska. La popolazione era di 4,479 persone al censimento del 2010.

## Storia
Nel 1861, David Millspaw fu il primo colono permanente nell'area di quella che sarebbe diventata Aurora. La contea di Hamilton venne creata nel 1870.
Aurora fu progettata come città nel 1871 da David Stone, e prende il nome dalla sua città natale, Aurora, nell'Illinois. Il capoluogo di contea fu trasferito da Orville City (una città che oggi non esiste più) ad Aurora nel 1876.

## Geografia fisica
Aurora è situata a 40°52′00″N 98°00′13″W (40.866716, −98.003537).
Secondo lo United States Census Bureau, ha un'area totale di 2,91 miglia quadrate (7,54 km²).

## Società

### Evoluzione demografica
Secondo il censimento del 2010, c'erano 4,479 persone.

### Etnie e minoranze straniere
Secondo il censimento del 2010, la composizione etnica della città era formata dal 97,7% di bianchi, lo 0,4% di afroamericani, lo 0,2% di nativi americani, lo 0,2% di asiatici, lo 0,7% di altre razze, e lo 0,8% di due o più etnie. Ispanici o latinos di qualunque razza erano il 2,4% della popolazione.